# Myriam Wéry
Myriam Wéry (5 mei 1960) is een Belgische voormalige atlete, die gespecialiseerd was in het hordelopen. Zij werd eenmaal Belgisch kampioene.

## Loopbaan
Wéry werd in 1981 Belgisch kampioene op de 100 m horden. Zij was aangesloten bij AC Dampicourt.

## Belgische kampioenschappen
| Onderdeel    | Jaar |
| ------------ | ---- |
| 100 m horden | 1981 |

## Persoonlijke records
| Onderdeel    | Prestatie | Datum           | Plaats  |
| ------------ | --------- | --------------- | ------- |
| 100 m horden | 13,94 s   | 9 augustus 1981 | Brussel |

## Palmares
100 m horden
- 1981:  BK AC - 13,94 s

verspringen
- 1981:  BK AC - 5,88 m

## Onderscheidingen
- 1981: Grand Prix LBFA